# Доротео Гуамуч Флорес (стадион)
«Доротео Гуамуч Флорес» (исп. Estadio Doroteo Guamuch Flores; до 2016 года — Национальный стадион Матео Флорес) — многоцелевой национальный стадион в городе Гватемала. Был построен в 1948 году для проведения Игр Центральной Америки и Карибского бассейна 1950. Назван в честь победителя Бостонского марафона 1952 года Доротео Гуамуча Флореса. Вмещает 26 тыс. человек и является самым большим стадионом Гватемалы.
На стадионе проводят домашние матчи сборная Гватемалы по футболу и клуб «Комуникасьонес». Управляется стадион Национальной федерацией футбола Гватемалы.

## История
Стадион был построен в 1948 году в рамках проекта по строительству группы спортивных сооружений, известных как «Сьюдад-Олимпика». Первоначально стадион получил название Олимпийский стадион Революции. Из-за использования железобетона при постройке, стадион негласно называют «Колосо де Конкрето». Он был открыт 23 февраля 1950 года для проведения VI Центральноамериканских и Карибских игр, на которых местный бегун Доротео Гуамуч Флорес выиграл полумарафон, а 26 февраля на стадионе был проведён первый футбольный матч между Гватемалой и Колумбией, в котором хозяева одержали победу со счётом 2:1.
После триумфа Доротео Гуамуча Флореса на Бостонском марафоне 1952 года правительство Гватемалы переименовало стадион в честь его псевдонима — Матео Флорес, в знак признания его местных и международных достижений. С тех пор в просторечии стадион также называют Эль Матео. 9 августа 2016 года Конгресс постановил переименовать стадион в Доротео Гуамуч Флорес, имя Матео Флореса при рождении.
В 1973 году стадион принял первые Центральноамериканские игры. Стадион также принял их в 1986 и 2001 годах. Центральноамериканские игры 2022 также должны были состояться в Гватемале, однако были отменены.
На протяжении многих лет стадион также был обычной финишной точкой ежегодной Вуэльты Гватемалы, крупнейшего в Центральной Америке одиночного соревнования по шоссейным велогонкам.
На стадионе проводятся многочисленные концерты. В 2010 году на стадионе состоялось выступление группы Metallica.

### Трагедия 16 октября
Трагедия случилась 16 октября 1996 года перед началом отборочного матча к чемпионату мира во Франции между сборной Гватемалы и сборной Коста-Рики. Она произошла, когда болельщики массово попытались попасть на сектор «General Sur», это привело к человеческой лавине к подножию трибун. Переполненность и плохая конструкция стадиона привели к массовой давке. Всего погибло 82 человека, 140 были ранены. Эта трагедия до сих-пор считается одной из самых страшных трагедий на стадионах в истории.
Сама игра была немедленно приостановлена президентом Гватемалы Альваро Арсу, который также находился на стадионе. По итогам игры ФИФА запретило проводить на стадионе матчи до устранение всех неполадок, этот запрет продлился два года.